# Campo de Jogos de Bagatelle

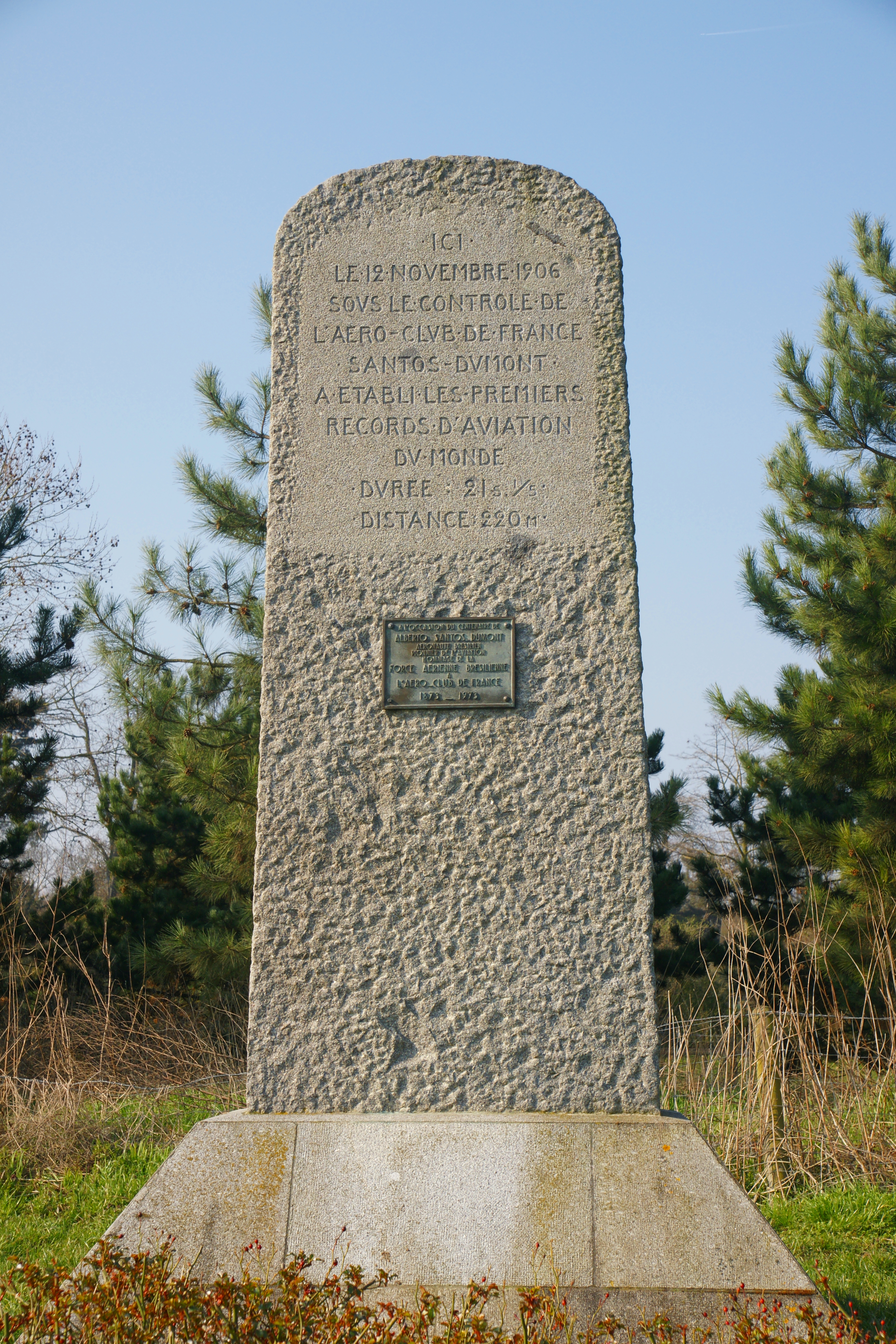
Monólito que registra o local do voo de Santos-Dumont no Campo de Bagatelle em 12 de novembro de 1906.

O Campo de Jogos de Bagatelle (em francês Plaine de Jeux de Bagatelle) é uma área pública de recreação para prática de diversos esportes e atividades de lazer, entre elas futebol, rubgy e cricket.
Situado nas adjacências do Parque de Bagatelle, na região do Bosque de Bolonha, em Paris, o campo serviu de palco para diversas experiências de aviação de pioneiro Alberto Santos Dumont em 1906.
O lugar preserva um monumento (48° 52' 5" N 2° 14' 24" E)  que faz menção ao voo do 14-Bis, no qual está escrito:
| “ | Ici le 12 novembre 1906, sous le contrôle de l'Aero-Club de France, Santos-Dumont a établi les premiers records d'aviation du monde : duree 21s 1/5, distance 220 m. | ” |

ou em livre tradução: Aqui, em 12 de novembro de 1906, sob o controle do aeroclube da França, Santos-Dumont estabeleceu os primeiros recordes de aviação do mundo. Duração: 21s 1/5, Distância: 220 m.